# 赤松則良
赤松則良（日语：／ Akamatsu Noriyoshi，1841年12月13日—1920年9月23日），為日本武士、軍人、政治人物，曾任貴族院議員，佐世保鎮守府第一任司令長官，而榮譽為海軍中將從二位勳一等男爵。又名赤松大三郎，暱稱「日本造船之父」。

## 生平
赤松則良生於1841年的東京府深川，雖然為御徒士吉澤雄之助次子，則跟祖父姓「赤松」。1857年，入讀長崎海軍傳習所學習航海術。1860年，美日修好通商條約成功簽訂，幕府決定派一群人前往美國交流，而赤松在一年後入選為留學生。1862年美國爆發南北戰爭，幕府擔心留學生的人身安全，因而改為前往荷蘭交流。
1863年4月他們到達鹿特丹，赤松於當地選擇學習砲術及造船學。但於1868年，幕府將軍德川慶喜大政奉還，失去幕府的資助，他們再也不能繼續留學，於是回國。
大政奉還後，有支持幕府的舊勢力不滿，因而爆發戊辰戰爭。赤松支持幕府，成為幕府海軍副總裁，對抗明治政府，之後幕府節節敗退，他聯同榎本武揚攜帶德川家的人到達静岡藩，在當地他成為沼津兵學校陸軍一等教授。但之後他改為支持明治政府，在其邀請下加入大日本帝國海軍。
曾經就任主船寮長官、横須賀造船所所長、海軍造船會議議長，1887年獲封為男爵，1889年成為佐世保鎮守府第一任司令長宮。一年後，貴族院成立，赤松擔任第一代貴族院議員。1893年，他被編入預備役，之後決定遷往見付（現靜岡縣磐田市），建造舊赤松家（舊赤松家現已被評為日本文化遗产，開放給公眾參觀），落地生根。

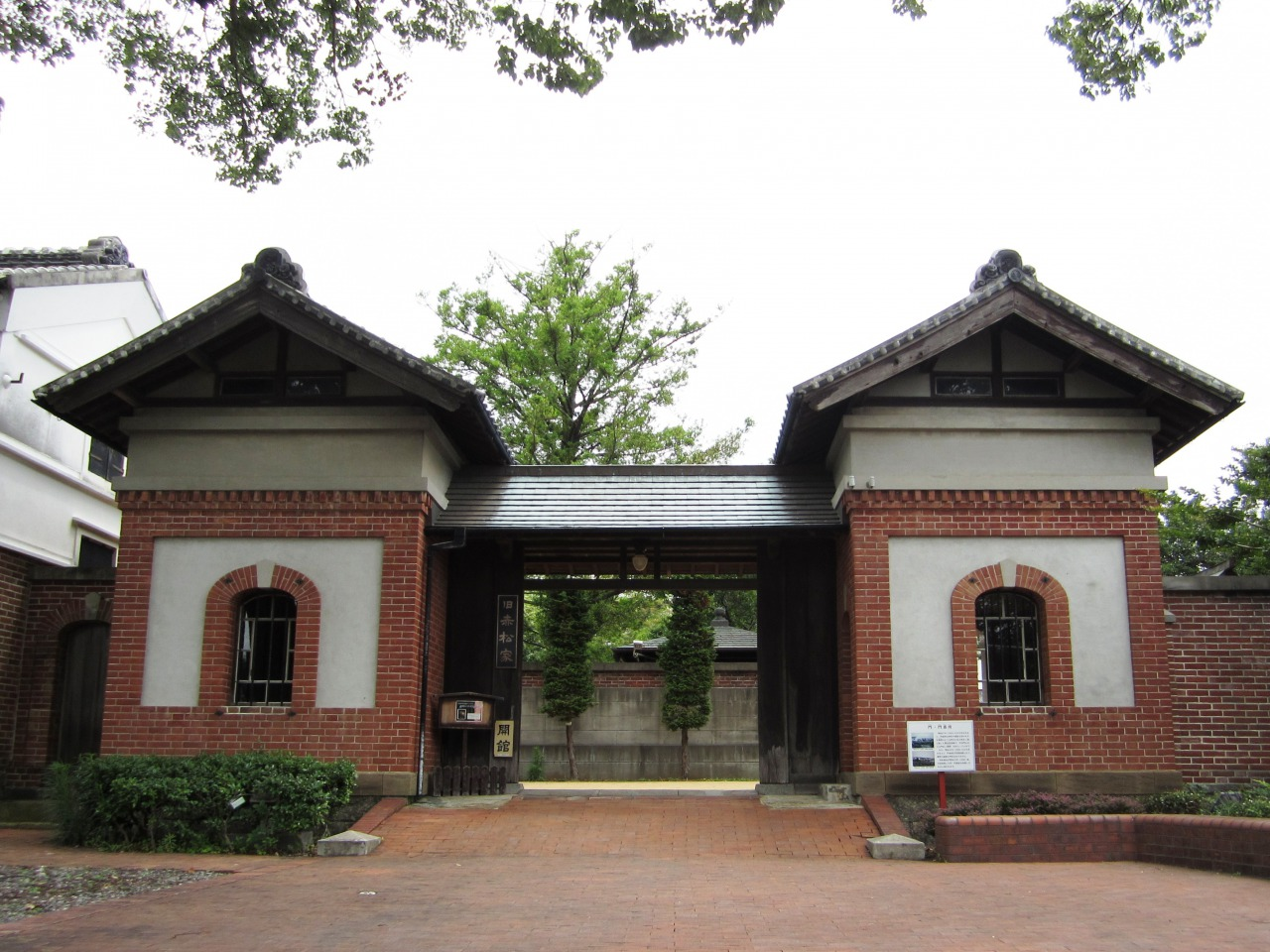
舊赤松家

1905年，他被編入後備役，四年後正式退役，1917年決定隱居。他同時為日本海員掖濟會第一代成員（1881年至1891年擔任委員長，1891年至1905年出任會長），1905年辭職，提名有栖川宮威仁親王出任會長。1920年，赤松過身，終年78歲，死後葬於東京都文京區吉祥寺。

## 評價及影響
赤松身為第一批到達日本海外留學的人，將不少造船技術帶回日本，又是造船先驅，令日本於二戰時期的艦隊技能有所提升，所以又被評為「日本造船之父」。於擔任佐世保鎮守府第一任司令長官期間，曾建造船塢但失敗，之後感到十分後悔。於過世後，有不少人為紀念他對日本造船的影響，不時舉辦展覽介紹他的事績。特別是在磐田市，由於他曾創立茶園及賽馬場，因此他在當地影響巨大。

## 家庭
赤松之妻為奧醫師林洞海二女貞，兩人育有六男十女，其中一子二女夭折，另外一女於十歲時病逝。剩餘的有長男赤松範一、長女登志子（嫁給森鷗外）、三男何盛三（過繼給何武）、四男色部庸男（後來成為色部義太夫之養子）、五男赤松小寅、七男西酉乙（過繼給西紳六郎）。

## 相關作品
- 勝海舟（1974年、演：中村方隆）
- 勝海舟（1990年、演：川鶴晃裕）